# Kazi Azizul Islam
Kazi Azizul Islam foi um funcionário público bengali-paquistanês morto na guerra de libertação de Bangladesh.

## Biografia
Islam foi o vice-comissário adicional do distrito de Barisal em 1971. Após o início da Guerra de Libertação do Bangladesh, ele declarou a sua lealdade à administração separatista bengali em 27 de março de 1971. No dia 5 de maio de 1971, ele veio a Barisal para evacuar a sua família, mas foi capturado pelo Exército do Paquistão. Ele foi torturado e executado.
Em 2014, Islam recebeu o Prémio do Dia da Independência pela sua contribuição para a guerra de Libertação do Bangladesh. Em 2014, um monumento foi construído em Barisal, perto do seu túmulo,em sua homenagem.